# Astrangia rathbuni
Astrangia rathbuni är en korallart som beskrevs av Vaughan 1906. Astrangia rathbuni ingår i släktet Astrangia och familjen Rhizangiidae. Inga underarter finns listade i Catalogue of Life.